# Kongens Have
Se även Kongens Have, Odense.

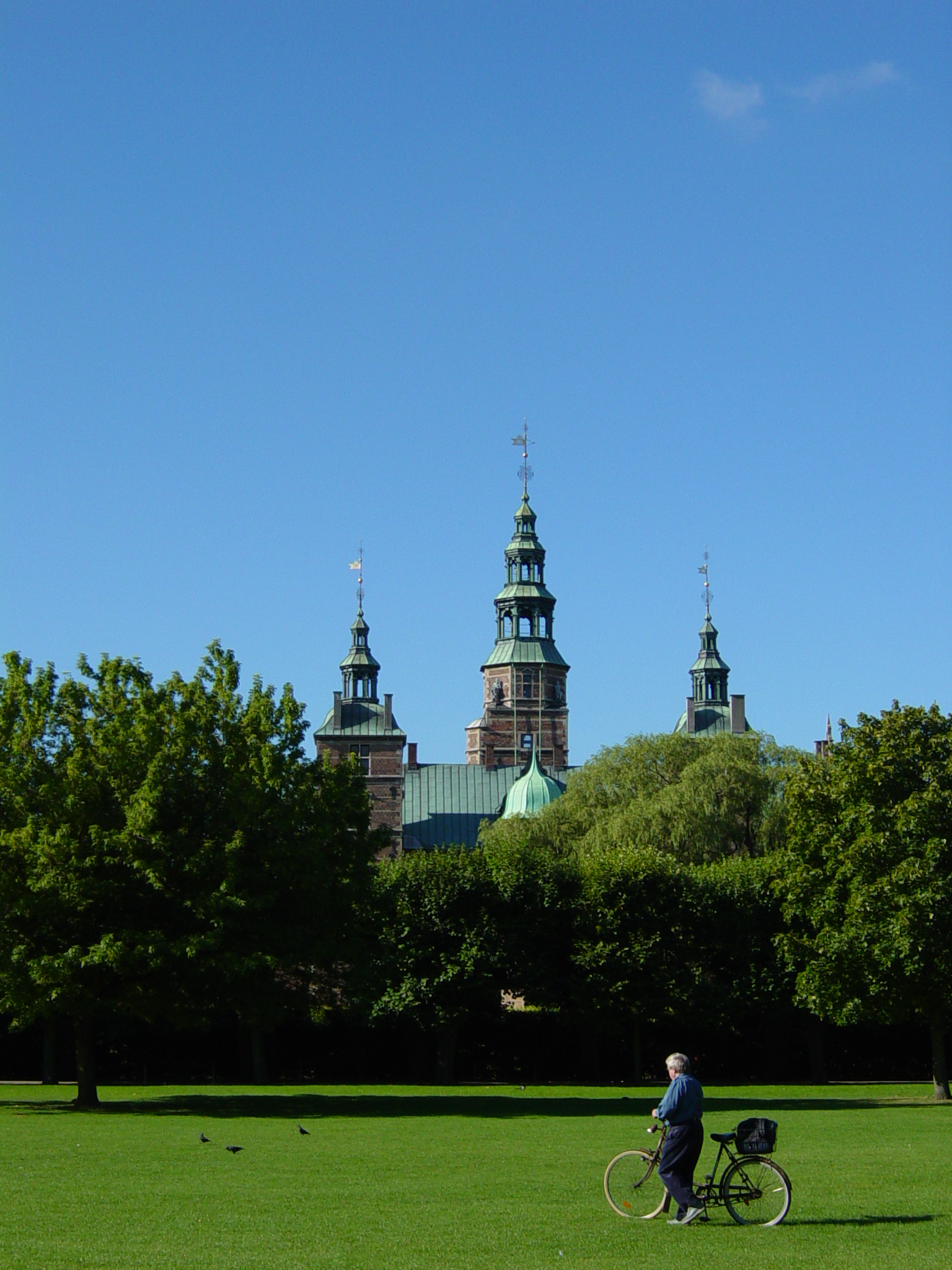
Rosenborgs slott sett från Kongens Have

Kongens Have – också benämnd Rosenborg Have – är en stor park i centrala Köpenhamn. Parken avgränsas av Øster Voldgade, Sølvgade, Kronprinsessegade och Gothersgade, och omger renässansslottet Rosenborgs slott.
Trädgårdsanläggningen påbörjades under Kristian IV 1608. En planteckning från 1649 visar att trädgården var uppdelad i kvadrater – ett schackbrädemönster som kan igenkännas i dagens stigsystem. Omkring 1700 planterades lindalléer längs huvudstigarna. Dessa återfinns i dag som Damegangen och Kavallergangen (närmast slottet). Tidigare var området söder om slottet också en del av parken; detta blev 1783 omgjort till exercisplats. I slutet av 1700-talet öppnades parken för allmänheten.
Sedan 1960-talet har parken förnyats med bland annat rader av hästkastanjer ut mot Gothersgade och en rosenträdgård i renässansstil. En svanfontän omgiven av en ring av lindar ligger vid en skärningspunkt av diagonala stigar. Om våren springer en matta av olikfärgade krokusar i schackbrädemönster ut på planen framför slottet.

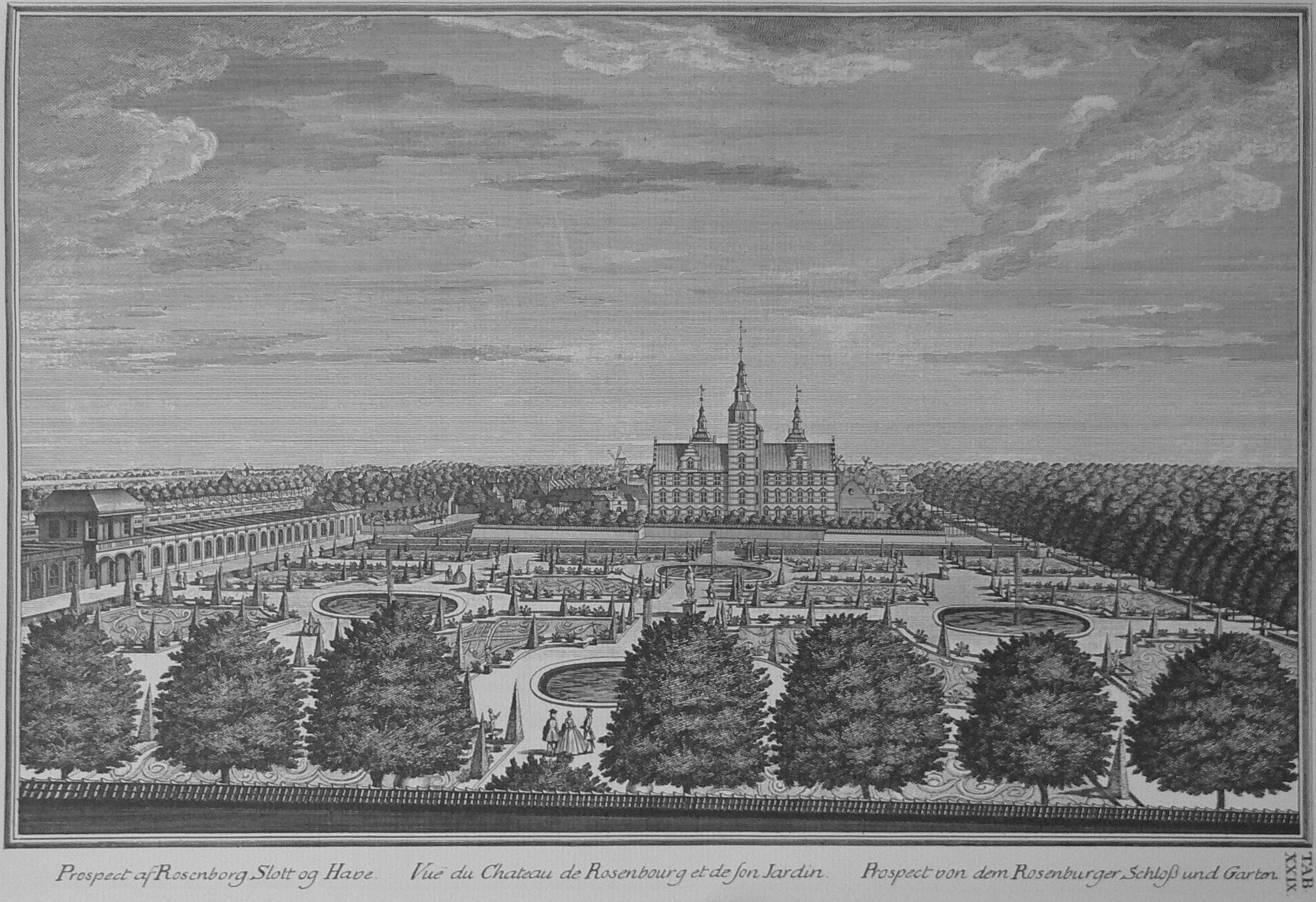
Slott och trädgård i kopparstick från 1746.